# Stille Volk

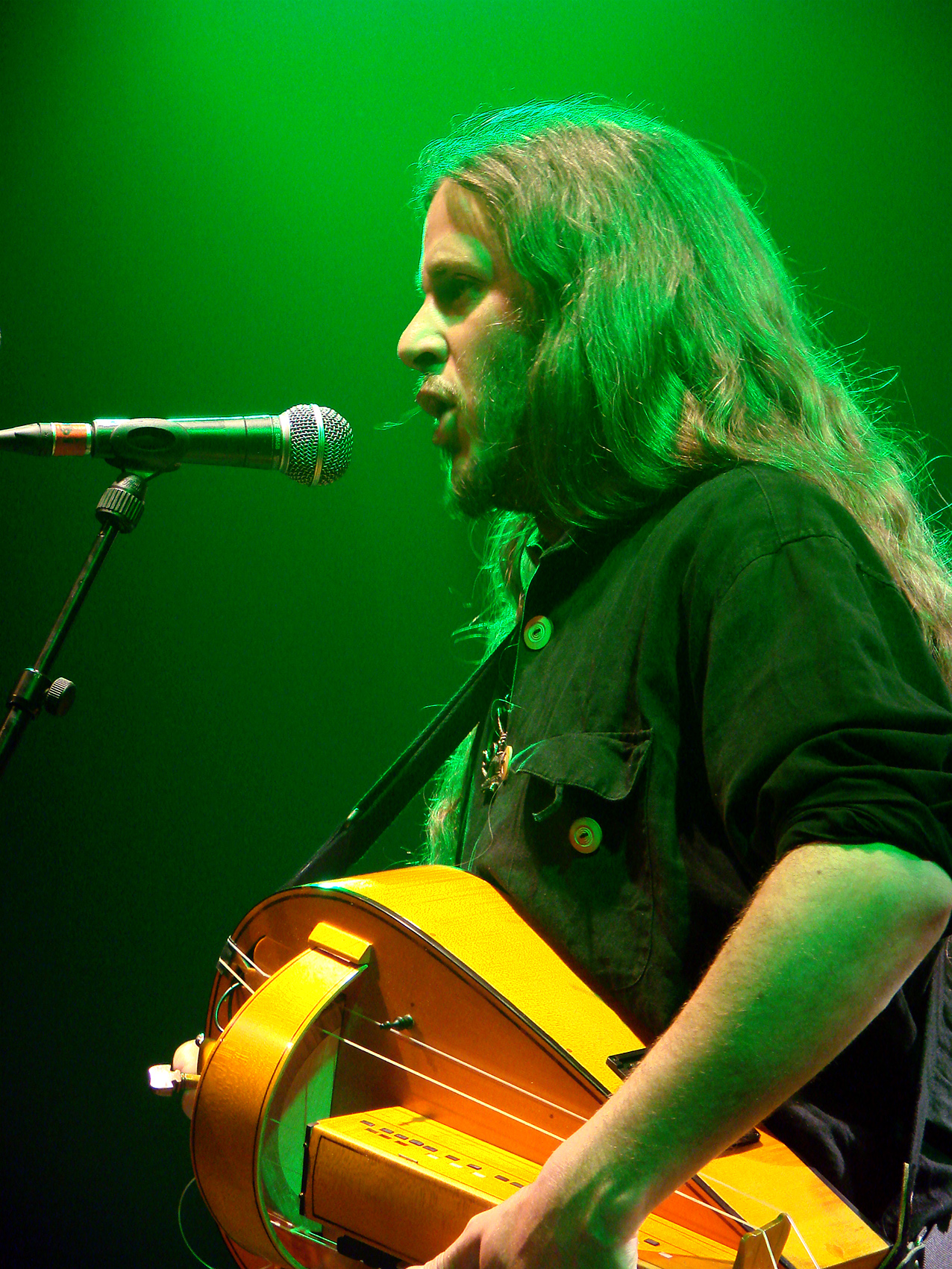
Patrick Lafforgue spielt die Drehleier

Stille Volk ist eine französische Musikgruppe aus den Pyrenäen.
Die Gruppe spielt hauptsächlich Folkmusik und bezieht ihre Inspiration aus der keltiberischen und mittelalterlicher Musik sowie der Mystik. Dabei benutzt sie auch traditionelle Instrumente. Ihre Texte sind neben französisch und altfranzösisch oft in okzitanischer Sprache oder katalanisch verfasst.
Unter dem Namen kann man auf Deutsch und Niederländisch das „stille Volk“ verstehen, welches ein Synonym für Zwerge darstellt.
Mitglieder der Gruppe spielen in der nach dem ersten Album benannten Folkmetal-Band Hantaoma.

## Instrumentarium
- Drehleier
- Bouzouki
- Flöte
- Oud
- Dudelsack
- Portativ
- Gitarre
- Appalachischer Dulcimer
- Geige
- Bombarde
- Tamburin
- Psalter
- Mandoline
- Maultrommel
- Horn
- Drumcomputer

## Diskografie
- 1995: Ode Aux Lointains Souverains (Demo, MC, Eigenvertrieb)
- 1997: Hantaoma (Album, CD, Holy Records; MC, Mystic Production; LP, Those Opposed Records)
- 1998: Ex-uvies (Album, CD, Holy Records)
- 2001: Satyre Cornu (Album, CD, Holy Records)
- 2002: Maudat (Album, CD, Holy Records)
- 2009: Nueit De Sabbat (Album, CD, Holy Records)
- 2014: La Pèira Negra (Album, CD, Holy Records)
- 2019: Milharis (Album, CD/LP, Auerbach Tonträger / Prophecy Productions)

Beiträge auf Kompilationen (Auswahl):
- 1998: The Painless auf As We Die For...Paradise Lost (CD, Holy Records; MC, Angel’s of Hell Records)
- 1999: Chimeres auf Black Folklore – A Copilation (CD, London Records)
- 2001: Rassa Tan Creis auf Miroque Vol. VII (CD, Sub Terranean / Miroque)
- 2002: Adoumestica Una Terro auf Celebrant 2002 (CD, Lichtbringer)
- 2003: Quan L'Herba Fresca auf Zu Hofe Des Mittelalters 1 (CD, Zoomica)